# Mahoba
Mahoba (Hindi: महोबा) ist eine Distriktshauptstadt mit ca. 120.000 Einwohnern in der historischen Region Bundelkhand im Süden des nordindischen Bundesstaats Uttar Pradesh.

## Lage
Die Stadt Mahoba liegt zwischen den nördlichen Ausläufern des Vindhyagebirges und der Gangesebene in einer Höhe von ca. 210 m ü. d. M. Die Entfernung von Kanpur beträgt ca. 146 km (Fahrtstrecke) in südlicher Richtung; die Tempelstadt Khajuraho liegt weitere ca. 50 km südlich. Das Klima ist gemäßigt bis warm; Regen (ca. 1200 mm/Jahr) fällt nahezu ausschließlich während der sommerlichen Monsunmonate.

## Bevölkerung
Offizielle Bevölkerungsstatistiken werden erst seit 1991 geführt und veröffentlicht.
| Jahr      | 1991   | 2001   | 2011   |
| Einwohner | 56.247 | 78.782 | 95.216 |

Gut 75 % der mehrheitlich Hindi und Bundeli sprechenden Bevölkerung sind Hindus, etwa 23,5 % sind Moslems; Sikhs, Buddhisten, Jains und Christen etc. bilden zahlenmäßig kleine Minderheiten. Der männliche Bevölkerungsanteil übersteigt den weiblichen deutlich.

## Wirtschaft
Die in den umliegenden Dörfern betriebene Landwirtschaft bildet die Grundlage für das städtische Leben. Berühmt ist Mahoba wegen seiner Paan-Felder. In der Stadt selbst haben sich Kleinhändler, Handwerker und Dienstleister aller Art niedergelassen. Es gibt Krankenhäuser, weiterführende Schulen und Kleinindustrie.

## Geschichte
Über die ältere Geschichte der Stadt ist so gut wie nichts bekannt; die Region gehörte zum Maurya-, Gupta- und Pratihara-Reich, die jedoch allesamt keine archäologisch verwertbaren Spuren in Mahoba hinterließen. Erst unter den Herrschern der vom 9. bis 12. Jahrhundert dominierenden Chandella-Dynastie wurden mehrere kleinere Seen angelegt und mit Tempeln und Tempelteichen umgeben. Im ausgehenden 12. Jahrhundert eroberte Prithviraj III. Chauhan (reg. 1178–1192), der letzte große mittelalterliche Rajputenfürst, die Stadt, die wenige Jahre später unter die Herrschaft des im Jahr 1206 gegründeten Sultanats von Delhi kam. In den 1540er Jahren machte sich erneut ein Chandella-Fürst unabhängig und bezog im ca. 100 km entfernten Kalinjar-Fort Stellung gegen den Usurpator Sher Khan Suri. In den 1560er Jahren verwaltete Rani Durgavati die Gegend; ihre Truppen wurden jedoch von der Armee des Großmoguls Akbar I. geschlagen. Bereits unter der Regierung des letzten großen Mogulherrschers Aurangzeb übernahmen die Peshwas der Marathen die Kontrolle in der Region, die um 1700 vorübergehend auf den Kriegerfürsten Chhatrasal und dessen Nachfolger überging. Im Jahr 1803 übergaben die Marathen die gesamte Region Bundelkhand an die Briten, die sie jedoch bis zum Jahr 1858 den Gouverneuren (subahdars) von Jalaun unterstellten.

## Sehenswürdigkeiten
- Die meisten Sehenswürdigkeiten Mahobas befinden sich bei den drei Seen (sagars) im Süden der Stadt.
- Beim Madan Sagar steht der Kakramath-Tempel, der dem Hindu-Gott Shiva geweiht ist.
- Beim Rahila Sagar steht die Ruine eines ehemaligen Surya-Tempels.
- Im Norden der Stadt verdient die im 18. Jahrhundert erbaute Eidgah-Moschee Beachtung. Eidgah-Moscheen haben keinen Gebetsraum, sondern bestehen nur aus einer offenen Hoffläche und einer Qibla-Wand – manchmal mit Mihrab-Nische und Minbar-Kanzel; seitlich angefügte Minarette mit Umgangsbalkonen vervollständigen das Gesamtbild.